# جدجداوات خشبية
جدجداوات خشبية أو جدجداوات أرضية (الاسم العلمي: Nemobiinae)، فُصيلة حشرات حديثة التشكيل من فصيلة جداجد سيفية الذيل. الجنس النمطي لهذه الفصيلة هو الجدجد الخشبي.